# A Mester és Margarita
A Mester és Margarita (eredeti címén Мастер и Маргарита / Másztyer i Margarita) Mihail Bulgakov orosz író regénye, amelyet élete fő művének tartott. A Mester és Margarita nemcsak a 20. századi orosz, hanem egyben az egyetemes irodalom egyik csúcsa; sokrétegű és megjelenése óta sokféleképpen értelmezett alkotás, amelyben sok műfaj és stílus (romantika, realizmus, groteszk) keveredik, s ennek ellenére mégis többé-kevésbé egységes egészet alkot. A cselekmény alapvetően három, összevissza bogozódó szálon fut; az első a Moszkvába érkezett, magát általában fekete mágusnak nevező Woland professzor és kíséretének cselekedeteiről szól; a második Pilátus és Jézus történetének egyéni értelmezésű feldolgozása, önálló betétregénynek is tekinthető; míg a harmadik szál egy szerelmi történet, amely a Pilátus igaz történetét megíró rejtélyes író, a Mester, és szerelme, Margarita Nyikolajevna kalandjait beszéli el. A cselekmény is ennek megfelelően három szinten zajlik: a betétregény, a moszkvai valóság és a fekete-mágia időn és halálon túli valóságában.
A könyvet 2009-ben az Európa Könyvkiadó Kiss Ilona jegyzeteivel, Szőllősy Klára felújított fordításában ismét megjelentette.
A regényből több film és televíziós sorozat készült.

## A mű története
Bulgakovot a szovjet hatalom egy színdarabja miatt perifériára szorította: művei nem, vagy csak korlátozott mértékben jelenhettek meg, egy színházban dolgozott mint segédrendező. A Mester és Margarita regényét sokáig csak az íróasztal fiókjának írta, egy ízben meg is semmisítette a kéziratot (mint a Mester is a Pilátus-regényét!), megjelenésére tartalma miatt semmi remény nem volt, és valóban, „hivatalosan” csak a szerző halála után negyed századdal jelent meg, 1966–67-ben. A nagyközönség páratlan érdeklődéssel fogadta, és addigi műveitől eltérően a kritikusok is. A mű rögtön a világirodalom legjelentősebb alkotásai közé került.
Ahány kritikus, szinte ugyanannyi értelmezés olvasható a műről. Egyes értelmezések szerint az író önéletrajzi vonásokkal felruházott Mestere és szerelme, Margarita története áll a középpontban. Mások szerint a harmincas évek Moszkvájának kísérteties, groteszk, „ördöngös” leírása, de olyan is akad, aki Poncius Pilátus és Ha-Nocri (azaz Jézus) történetéért tartja jelentős filozofikus alkotásnak. Éppúgy lehet politikai szatíra vagy humoros mű, s kedvelni lehet akár a különböző regénysíkok ötvözéséért is. A sokszínűség miatt többnyire a művészregények közé sorolják.[forrás?]
A Mester alakja mögé sokan magát Bulgakovot képzelik, sokan Makszim Gorkij orosz írót (mindkét hipotézist támogatja, hogy a Mester M kezdőbetűvel hímzett sapkát hord, amelyet Margarita ajándékozott neki – az M a „Mihail”, de a „Makszim” nevek kezdőbetűjére is utalhat). Természetesen az igazság egészen más is lehet. Valójában a mű szerkezetében lévő párhuzamok a fontosak: Jézus és a Mester, Hontalan Iván és Lévi Máté stb, egyedül Woland az, aki állandó, s már róla sem lehet eldönteni, hogy a jó vagy a rossz oldalán áll-e. A regény kézirata eredetileg A mérnök patája címet viselte (Копыто инженера).

## Szereplők

### Kortárs orosz főszereplők
- a Mester, egykori történész, szerző, aki regényt írt Poncius Pilátusról és Jézusról (Jesua Ha-Nocri), melyet a szovjet irodalmi bürokrácia elutasított, és ezzel tönkretette karrierjét. Egyik szomszédja feljelenti, hogy valutát rejteget lakásában, emiatt a titkosrendőrség megfigyelés alatt tartja. Elmegyógyintézetbe kerül, ahonnan szerelme, Margarita akarja kimenteni.
- Margarita Nyikolajevna – a Mester szerelme

### Woland és kísérete
- Woland – a sátán, külföldi művészként, mágusként, történészprofesszorként jelenik meg Moszkvában
- Korovjev (Fagót) – Woland titkára, tolmácsa, pepita zakós nyakigláb, aki képes bármilyen illúziót előidézni. Behemóttal és Azazellóval ellentétben ő soha nem alkalmaz erőszakot. Behemóthoz hasonlóan a végén kiderül valódi formája: soha nem mosolygó sötét lovag.
- Behemót – hatalmas kandúr, két lábon jár, és néha át tud változni emberré
- Azazelló – öltönyös, mesterlövész, hírvivő és gyilkos. Varázslatos krémet ad Margaritának. Végül igazi alakjává alakul át: fakó arcú démon, fekete üres szemekkel.
- Hella – Woland szolgálója. Szép, vörös hajú és zöld szemű vámpírlány

### Más kortárs szereplők
- Ponirjov Ivan a fiatal proletárköltő, aki Hontalan néven szokta publikálni verseit. A regény elején megrendelést kap Berlioztól, hogy vallásellenes verset írjon Jézus Krisztusról
- Mihail Alekszandrovics Berlioz – egy „vaskos” folyóirat szerkesztője
- Sztravinszkij doktor – Hontalan orvosa
- Nyikanor Ivanovics Boszoj – abban a házban lakóbizottsági elnök, ahol Berlioz lakott
- Pelageja Antovovna – Nyikanor Ivanovics Boszoj felesége
- Grunya – Berlioz bejárónője
- Grigorij Danyilovics Rimszkij – a varietészínház gazdasági igazgatója
- Ivan Szavaljevics Varenuha – a varietészínház adminisztrátora
- Praszkovna Fjodorovna – színésznő a varietészínházban
- Zsorzs Bengalszkij – közismert moszkvai konferanszié
- Arkagyij Apollonovics Szemplejarov – az Akusztikai Bizottság tagja
- Milica Pokobatyko – színésznő, Szemplejarov szeretője. Csak említve van
- Latunszkij – kritikus
- Arimann – kritikus
- Msztyiszlav Lavrovics – író
- Lapsonnyikova – a szerkesztőbizottság kancsal titkárnője
- Alojzij Mogarics – újságíró, aki a Mester bizalmába férkőzik, majd feljelenti a rendőrségen és elfoglalja a lakóhelyéül szolgáló pincét. Júdáshoz hasonló karakter
- Szavva Popapovics Kuroleszov – neves, borotvált arcú, drámai színész
- Nyikolaj Kanavkin – borostás tag, 1000 dollárt beszolgáltat Nyikanor Ivanovics álmában
- Vaszilij Sztyepanovics Lasztocskin – a varietészínház főkönyvelője
- Prohor Petrovics – a bizottság elnöke
- Anna Ricsardova – Pohor Petrovics titkárnője
- Makszimilian Andrejevics Poplavszkij – tervközgazdász, Berlioz nagybátyja
- Andrej Fokics – a varietészínház büféjének vezetője
- Natalja Prokofja, Natasa – Margarita háztartási alkalmazottja
- Nyikolaj Ivanovics – földszinti lakó Margarita házában
- Kitajcev – a Könnyű Műfajú Szórakozások Bizottsága műsorosztályának vezetője
- Prohor Petrovics – a Könnyű Műfajú Szórakozások Bizottsága műsorosztályának elnöke
- Arcsibald Arcsibaldovics – a Gribojedov étterem kalózarcú vezetője
- Boba Kandelupszkij – mindentudásáról Moszkva-szerte ismert újságíró
- Petrakov – író
- Antonyina Poffirjevna Petrakova – az író felesége
- Praszkovja Fjodorovna – felcsernő a kórházban
- Meigel báró – az idegenforgalmi iroda alkalmazottja

### A Mester könyvének szereplői
- Jesua Ha-Noccri – Jézus
- Poncius Pilátus – Júdea helytartója
- Afranius – a titkos őrség vezetője
- Banga – Pilátus kutyája
- Enanta – kerítőnő
- Júdás
- Lévi Máté – korábban vámszedő, később Jézus tanítványa,
- Kajafás – politikai vezető, zsidó rabbi (főpap). Szorgalmazza Jézus kivégzését.[4]

## Cselekmény

### Első könyv
A magát hol fekete mágusként, hol történész-konzultánsként bemutató Woland professzor személyében a Sátán érkezik a Bulgakov-korabeli (1930-as évek) Moszkvájába, és előre megjósolja a Patriarsije Prudin sétálgató, a Jézusról mint kitalált alakról beszélgető Berlioz lapszerkesztőnek és Ivan Nyikolajevics „Hontalan” költőnek, hogy Berlioznak még aznap este egy fiatal nő levágja a fejét. Ezt úgy magyarázza, hogy „Annuska már megvette a napraforgóolajat, sőt nemcsak megvette, hanem ki is öntötte”. Továbbá elmondja nekik Jézus és Pilátus találkozásának igaz történetét (elsősorban azért, mert sérti, illetve mulattatja őt a két irodalmár hitetlensége, magabiztos materializmusa). Miután csakugyan bekövetkezik a tragédia, Berliozt lefejezi a villamos, mert elcsúszik az Annuska által a sínekre kiöntött napraforgóolajon. Ivan őrült módra üldözni kezdi Wolandot, s ennek hatására elszállítják Sztravinszkij professzor elmeklinikájára. Itt találkozik a szintén ott „lakó” Mesterrel, aki elmondja neki élete szomorú történetét, találkozását szerelmével, Margaritával, illetve hogy Poncius Pilátusról írt „jézusoskodó” műve miatt és lakását megszerzendő az opportunista kritikusok és irodalmárok, köztük állítólagos barátja, Alojzij Mogarics hogyan árulták el és tették tönkre, továbbá Jézus kivégzésének és Lévi Máté, Júdás és Pilátus további cselekedeteinek elbeszélésével folytatja a Woland által már megkezdett betéttörténetet.
A Sátán közben a városi színházban fekete mágia „szeánszot” tart, a moszkvai lakossággal való megismerkedés céljából, s ezen az előadáson és közvetlenül utána különös, hihetetlen (egyesek szerint természetfölötti) dolgok történnek, amelyek már a Sátán addig tönkretett és szintén az elmegyógyintézetbe szállított áldozatainak (például Sztyopa Lihogyejev igazgatónak vagy az egykori Berlioz lakásának lakóbizottsági elnökének, Nyikanor Ivanovics Boszojnak) nem hívő hatóságok figyelmét is felkeltik.

### Második könyv
A Sátán, amint az hagyománnyá vált, egy nagy bál megrendezésére készül a megboldogult Berlioz lakásában (Szadovaja utca 302/b. 50-es számú lakás). Egyik vazallusa, Azazello felveszi a kapcsolatot Margarita Nyikolajevnával, és alkut ajánl: ha Margarita (aki származása és bizonyos pokoli tradíciók okán erre a legmegfelelőbb jelölt) időlegesen elvállalja a Sátánnál a boszorkányi és bál-háziasszonyi szerepet, Woland visszaadja neki szerelmét, a Mestert. Margarita belemegy az alkuba, és családját elhagyva csatlakozik a Sátánhoz. Boszorkány lesz, kicsinyes bosszút áll a Mestert tönkretevő kritikusokon (például Latunszkij kritikusnak, aki szerencsére nem tartózkodik otthon, szétveri a lakását, és a fürdőkádból túlfolyatott csapvízzel elárasztja azt), majd valóban mint a bál „háziasszonya”, segédkezik a Sátánnak, munkáját kitűnően végezve. A Sátán pedig valóban visszaadja neki a Mestert, sőt további bosszút áll az őt elárulókon (például a régi lakásukat visszaszerezve), és a Mester elégette Pilátus-regényt is újra prezentálja. A földi boldogság azonban nem tart sokáig: vélhetően Jézus, illetve a felsőbb hatalmakat képviselő Lévi Máté kérésére Woland a párt „megöleti” (vagy ami ugyanaz, örök életet ajándékoz nekik) Azazellóval, és örök nyugalmat és boldogságot ad nekik, sőt még valaki felszabadul a gyávasága miatti több ezer éves bűnhődése alól, mégpedig „a kegyetlen Poncius Pilátus lovag, Júdea ötödik helytartója”.

## A mű összefüggésrendszerei
Mivel a mű dosztojevszkiji értelemben véve polifonikus, értelmezése nem könnyű feladat. Szintén Dosztojevszkijhez köti a regényt a bűn és bűnhődés motívum értelmezése. Mindenképpen figyelni kell a már említett párhuzamokra. Ebbe beletartozik az önéletrajziság is (a kézirat elégetése, a tettetett őrültség, Margarita alakja pedig olyannyira Bulgakov harmadik felesége, hogy aki az asszonyról kérdezett, az író a regényhez irányította). Fontos párhuzam vonható Margarita és Goethe Faustjának Margitja között. Margit a Faustban üdvözül, Margarita viszont a szónak ebben az értelmében nem. Fontos tehát a bűn és bűnhődés motívuma is, a bálon a gyermekgyilkos anya azért kap feloldozást, mert Margarita cserébe a háziasszonyi szerep elvállalásért ezt kéri. Hector Berlioz romantikus zeneszerző Faust elkárhozásáról írt zeneművet, a regényben Berlioz kárhozik el.
A regény időszerkezete és térszerkezete is számos kérdést vet fel. Az örök idő, ami Woland utazásait, időugrásait tartalmazza vagy a bibliai múlt és a szovjet jelen egymáshoz viszonyítva egyaránt morális igazságokat rögzítenek, illetve gúnyolnak ki. A Moszkva-Jeruzsálem párhuzam, az eltüntetések, térugrások és változó kiterjedésű terek (bál a lakásban, repülés a város felett) nemcsak a nézőpontokat váltogatják, hanem egyetemes látásmódot kölcsönöznek a regénynek.

## Magyarul
- A mester és Margarita. Regény; ford. Szőllősy Klára; Európa, Bp., 1969
- A Mester és Margarita; ford. Szőllősy Klára, utószó E. Fehér Pál; Európa, Bp., 1978 (A világirodalom remekei)
- A Mester és Margarita. Regény; ford. Szőllősy Klára, jegyz. Enyedy György; Európa, Bp., 1993 (Európa diákkönyvtár)
- A Mester és Margarita. Regény; ford. Szőllősy Klára, jegyz., utószó Kiss Ilona; Európa, Bp., 2009
- A Mester és Margarita. Regény; POKET zsebkönyv 2022

## Feldolgozások

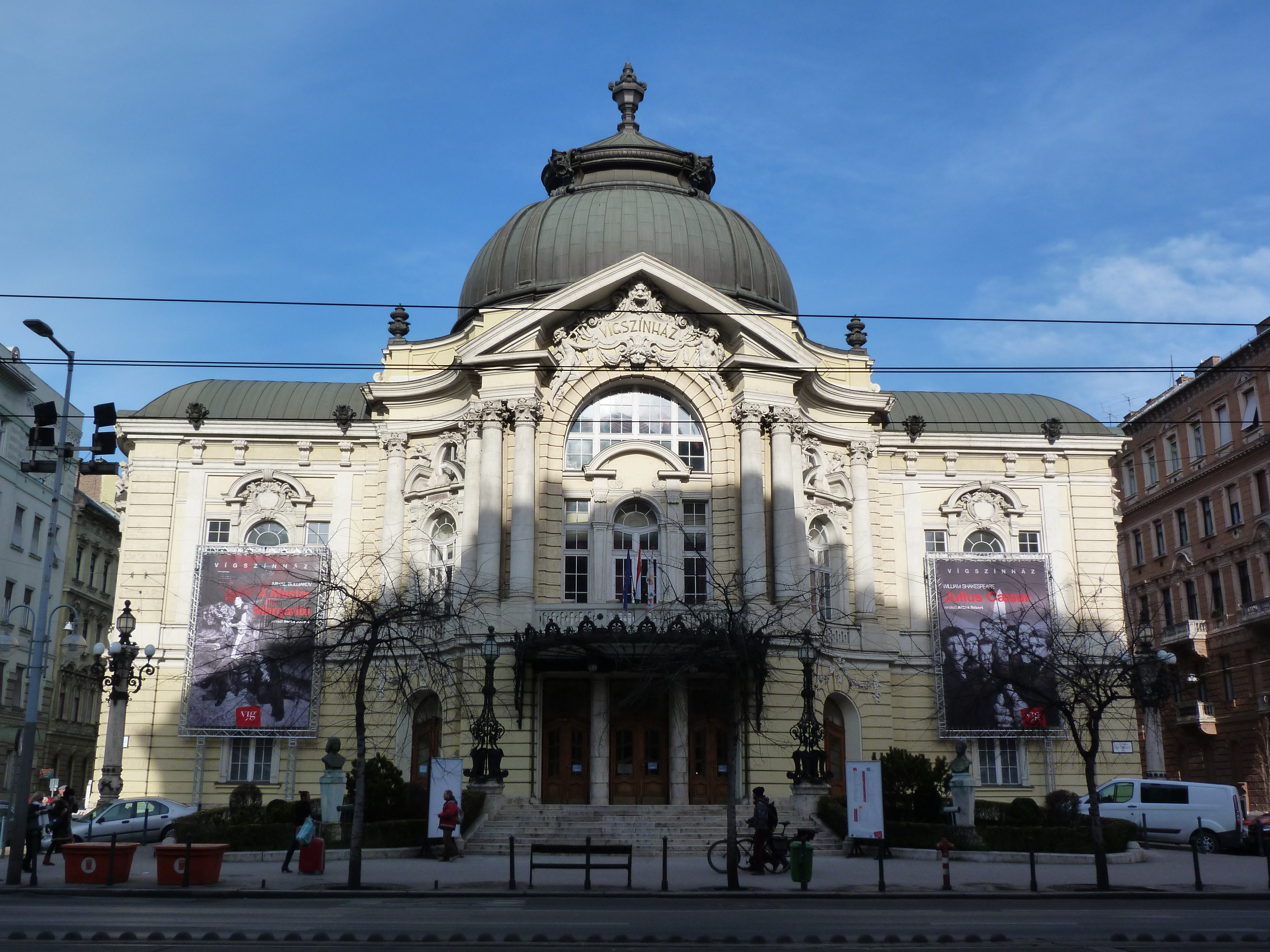
Mester és Margaréta – Vígszínház

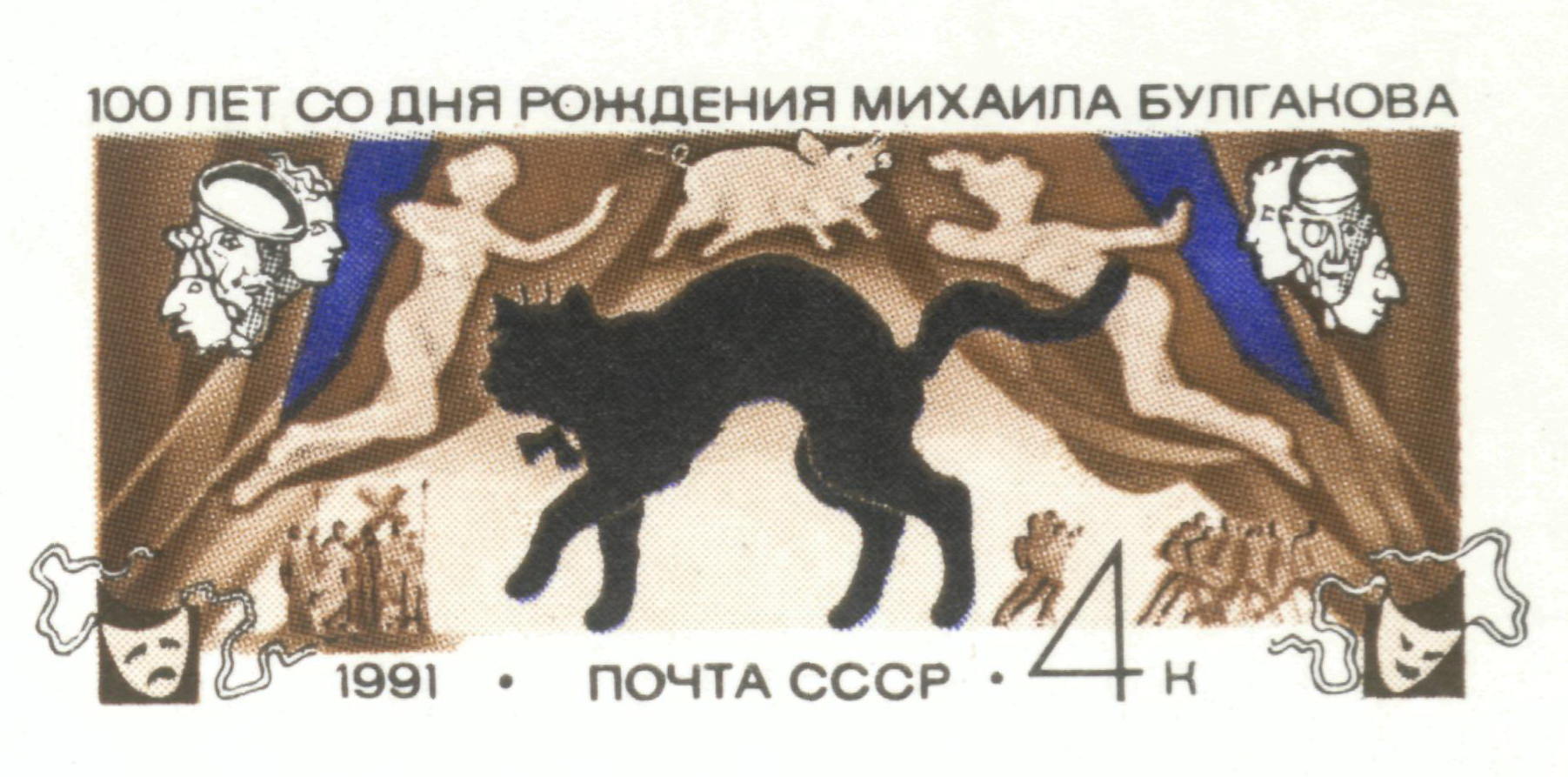
100 éve született Mihail Bulgakov (szovjet postabélyeg, 1991)

- Pilátus és a többiek (Pilatus und andere – Ein Film für Karfreitag, 1972) rendező. Andrzej Wajda
- A mester és Margarita(wd) (Il maestro e Margherita), 1972-es olasz–jugoszláv film, rendezte Aleksandar Petrović
- A Mester és Margarita(wd) (Mistrz i Małgorzata), 1990-es lengyel tévésorozat, rendezte Maciej Wojtyszko
- Pilát Pontský, onoho dne (1991) rendező: Oldřich Daněk[6]
- Master i Margarita (1994) rendező: Yuri Kara
- Margarita (1997, animációs film)
- A Mester és Margarita(wd), 2005-ös magyar–orosz tévéfilm, rendezte Fekete Ibolya
- A Mester és Margarita(wd) (Мастер и Маргарита / Másztyer i Margarita), 2005-ös orosz tévésorozat, rendezte Vlagyimir Bortko
- The Master and Margarita – Chapter 1 (2010, animációs) rendező: Terentij Oslyabya
- The Master and Margarita. From Once Till All Over (2012, animációs) rendező: Terentij Oslyabya
- A Mester és Margarita, Gyöngyösi Levente 2020-ban bemutatott operája, rendező Szente Vajk

### A regény szövege
- A Mester és Margarita teljes mű (oroszul)
- Mester és Margarita kisenciklopédia

### Elemzések
- A bulgakovi etika és "teológia" néhány vonása (Spira Veronika, 1991)
- Megközelítések A Mester és Margarita értelmezéséhez (Spira Veronika, 1990)
- A Mester és Margarita és a fantasztikum (Henter M. Nóra, 2004)

### Tematikus honlapok
- Mesterandmargarita.eu (Holland, angol, francia és orosz nyelven)
- Utánam, olvasó! – a Magyar Elektronikus Könyvtár tematikus oldala